# Pío de San Luis
Pio de San Luis Gonzaga o Pio de Campidelli (Romaña, 29 de abril de 1868 - Casale, 2 de noviembre de 1889) fue un monje italiano de la Congregación de la Pasión que fue beatificado en la Iglesia católica el 17 de noviembre de 1985 por el Papa Juan Pablo II.
Pío de Campidelli, hijo de agricultores, nació el 29 de abril de 1868 en Trebbio, diócesis de Rímini, en la región Emilia-Romaña en Italia. Habiendo conocido a los Pasionistas, con motivo de una misión popular el 27 de mayo de 1882, vistió el hábito de la Congregación de la Pasión y el 30 de abril de 1884 emitió la profesión religiosa en el noviciado de Santa María de Cásale. Abrazando con fervor la austera vida pasionista, se distinguió por su devoción eucarística y mariana, por una auténtica caridad fraterna y un decidido empeño en el estudio. Imitador de San Luis Gonzaga y  San Gabriel de la Dolorosa, en sus siete años de vida religiosa fue para todos, en la comunidad y fuera de la misma, un acabado modelo de observancia regular y alegre fidelidad en la práctica heroica de las virtudes cristianas. 
Recibidas las cuatro órdenes menores, cuando se preparaba para el subdiaconado, es afectado de una grave dolencia, por lo que muere el 2 de noviembre de 1889 en el retiro de Cásale, ofreciendo su joven existencia en sacrificio por la Iglesia, el Papa y su queridísima Romaña. 
El Papa Juan Pablo II lo beatificó el 17 de noviembre de 1985.